# Thibault Larue
 (octobre 2017).
Thibault Larue, né en 1979, est un journaliste et reporter français responsable de la rubrique sport du mensuel automobile Sport Auto où il travaille depuis 2000. Il couvre l'intégralité des Grands Prix de Formule 1 ainsi que les grands événements liés au sport automobile comme les 500 Miles d'Indianapolis, les 24 Heures de Daytona ou les 24 Heures du Mans. 

## Biographie
Thibault Larue débute au journal Ouest-France avant de rejoindre Sport Auto. Il intervient sur Eurosport dans l'émission Dimanche F1. En 2006, il publie Grand Prix 2006 - Une saison de Formule 1 avec Stéphane Samson. En 2013, il intervient dans l'émission Les Spécialistes F1 sur Canal Plus. 
Il tient le blog blogF1 et réalise dans les paddocks l'iMagF1, magazine en ligne de Sport Auto dédié aux Grands Prix de Formule 1.

## Publications
- 2015 : Alain Pernot et Thibault Larue, préface d'Alain Prost, La Formule 1 des années 80, GM Éditions